# جانگ یون هاک
جانگ یون هاک (کره‌ای: 장연학؛ زادهٔ ۱۴ فوریه ۱۹۹۷) وزنه‌بردار اهل کره جنوبی است.
وی در مسابقات کشوری و بین‌المللی در مجموع برندهٔ ۲ مدال برنز شده است.